# Gråträsket
Gråträsket är en sjö i Piteå kommun i Norrbotten och ingår i Byskeälvens huvudavrinningsområde. Sjön har en area på 8,9 kvadratkilometer och ligger 347 meter över havet. Sjön avvattnas av vattendraget Metträskån. I nordvästra änden av sjön ligger Gråträsk med Gråträsks kapell.

## Delavrinningsområde
Gråträsket ingår i det delavrinningsområde (726975-168787) som SMHI kallar för Utloppet av Gråträsket. Medelhöjden är 385 meter över havet och ytan är 31,84 kvadratkilometer. Det finns ett avrinningsområde uppströms, och räknas det in blir den ackumulerade arean 49,93 kvadratkilometer. Metträskån som avvattnar avrinningsområdet har biflödesordning 3, vilket innebär att vattnet flödar genom totalt 3 vattendrag innan det når havet efter 141 kilometer. Avrinningsområdet består mestadels av skog (63 procent). Avrinningsområdet har 8,91 kvadratkilometer vattenytor vilket ger det en sjöprocent på 28 procent.